# 活人蔥豉湯
活人蔥豉湯為一中藥方劑名，解表劑，用於治療「傷寒」之症狀。用現代的話來說，就是治療感冒，有怕冷的現象。

## 方劑組成及方義
淡豆豉、 蔥白、 麻黃（去節） 葛根
- 淡豆豉有除煩以及發汗之作用，可以用在有點怕冷之感冒情形，又，因有除煩的功用，代表此人體內有小熱，即有點低燒症狀。[1]
- 蔥白為發汗劑，亦可通氣，可以用來治療感冒所引起的鼻塞。[2]
- 麻黃有發汗，宣肺的作用，可以治療咳、喘之症狀。[3][4]
- 葛根有發汗，肌肉鬆弛之作用，可以治療感冒帶有肩頸強項的症狀。[5]

## 原文暨出處
《類證活人書》卷十八：（活人）蔥豉湯， 治傷寒一二日。頭項腰背痛。惡寒脈緊無汗者。此湯主之。豆豉（二大合） 蔥白（十五莖） 麻黃（四分去節） 幹葛（八分） 上件以水二升。先煎麻黃六七沸。掠去白沫。幹葛煎二十餘沸。下豉煎取八大合。去滓分二次溫服。如人行五六里。服訖良久。煮蔥豉湯熱吃。即取汗。

## 藥方名區別
以「蔥豉湯」為方劑名的中藥方劑不少，因本方出自《類證活人書》，故在蔥豉湯前加上「活人」二字。此外，在本書第十九卷亦有一方，名「蔥豉湯」者。但方劑組成不同，僅有蔥白與豆豉二味藥。